# Prethopalpus kintyre
Espèce
Prethopalpus kintyre est une espèce d'araignées aranéomorphes de la famille des Oonopidae.

## Distribution
Cette espèce est endémique du Pilbara en Australie-Occidentale. Elle se rencontre à 23 m de profondeur à Kintyre.

## Description
La femelle holotype mesure 1,18 mm. Cette espèce est anophtalme par adaptation à la vie troglobie.

## Étymologie
Son nom d'espèce lui a été donné en référence au lieu de sa découverte, Kintyre.

## Publication originale
- Baehr, Harvey, Burger & Thoma, 2012 : The new Australasian goblin spider genus Prethopalpus (Araneae, Oonopidae). Bulletin of the American Museum of Natural History, no 369, p. 1-113 (texte intégral).